# Purwiniszki
Purwiniszki – dawna wieś. Tereny, na których leżała, znajdują się obecnie na Białorusi, w obwodzie witebskim, w rejonie brasławskim, w sielsowiecie Achremowce.
Dawniej używana nazwa – Purwieniszki.

## Historia
W czasach zaborów wieś w gminie Jody, w powiecie dzisieńskim, w guberni wileńskiej Imperium Rosyjskiego. Pod koniec XIX wieku należała do dóbr Dowiaty, własność rodziny Hanaków.
W latach 1921–1945 folwark a następnie wieś leżała w Polsce, w województwie wileńskim, w powiecie dziśnieńskim (od 1926 w powiecie brasławskim), w gminie Jody.
Według Powszechnego Spisu Ludności z 1921 roku zamieszkiwały tu 72 osoby, 30 było wyznania rzymskokatolickiego, 42 prawosławnego. Jednocześnie 8 mieszkańców zadeklarowało polską a 64 białoruską przynależność narodową. Było tu 15 budynków mieszkalnych. W 1931 w 14 domach zamieszkiwało 73 osoby.
Wierni należeli do parafii rzymskokatolickiej i prawosławnej w Zamoszach. Miejscowość podlegała pod Sąd Grodzki w Brasławiu i Okręgowy w Wilnie; właściwy urząd pocztowy mieścił się w Zamoszach.